# Siokunichthys bentuviai
Siokunichthys bentuviai és una espècie de peix de la família dels singnàtids i de l'ordre dels singnatiformes.

## Morfologia
- Els mascles poden assolir 6,1 cm de longitud total.[4][5]

## Reproducció
És ovovivípar i el mascle transporta els ous en una bossa ventral, la qual es troba a sota de la cua.

## Hàbitat
És un peix marí de clima tropical i associat als esculls de corall.

## Distribució geogràfica
Es troba a El Tur (Península del Sinaí), l'Arxipèlag Dahlak (Etiòpia) i a prop de les Illes Musha (Golf d'Aden).